# Mary Frith

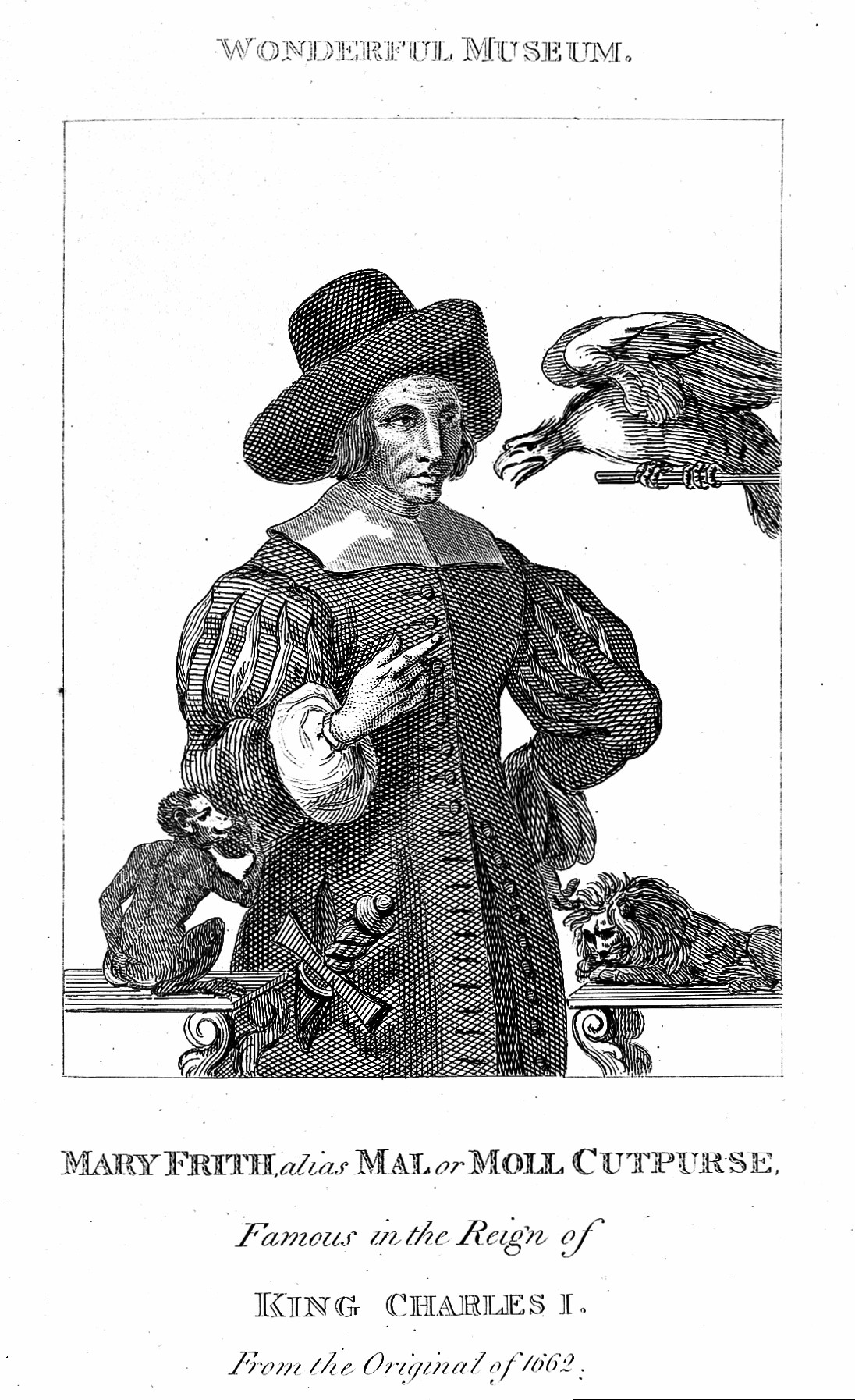

Mary Frith (ca. 1584 – 26 juli 1659), alias Moll (ook wel Mal) Cutpurse, was een beruchte Engelse zakkenroller in Londen. Ze verwierf bekendheid door haar ongebruikelijke gedrag, zoals het dragen van mannenkleding en het roken van een pijp, wat destijds als ongepast voor vrouwen werd beschouwd. Haar leven en daden hebben haar tot een symbool gemaakt van gendernonconformiteit.

## Biografie

### Jeugd
Frith werd rond 1584 geboren in Londen, als dochter van een schoenmaker. Al op jonge leeftijd toonde ze een afkeer van traditionele vrouwelijke bezigheden en zocht ze het gezelschap van jongens op, waarbij ze deelnam aan activiteiten die als ongepast voor haar gender werden beschouwd. Haar familie was haar buitensporige gedrag zat en lokte haar in 1609 naar de haven met het vooruitzicht om naar een wedstrijd worstelen te gaan. Het was echter een misleiding om haar op een schip naar Noord-Amerika te zetten. Toen Frith de kans kreeg sprong ze overboord en zwom terug naar de kade en had vanaf dat moment geen contact meer met haar familie.

### Criminele activiteiten en publieke optredens
In Londen raakte Frith betrokken bij de onderwereld en kreeg ze de bijnaam 'Moll Cutpurse' vanwege haar vaardigheid in het stelen van portemonnees wat vaak gedaan werd door deze los te snijden. Ze stond bekend om haar gewoonte om mannenkleding te dragen en openlijk pijp te roken, wat haar tot een opvallende en controversiële figuur maakte. Naast haar criminele activiteiten trad ze op in kroegen, waar ze gekleed in mannenkleding zong, danste en de luit bespeelde. Deze optredens trokken veel aandacht en droegen bij aan haar reputatie als 'roaring girl'.

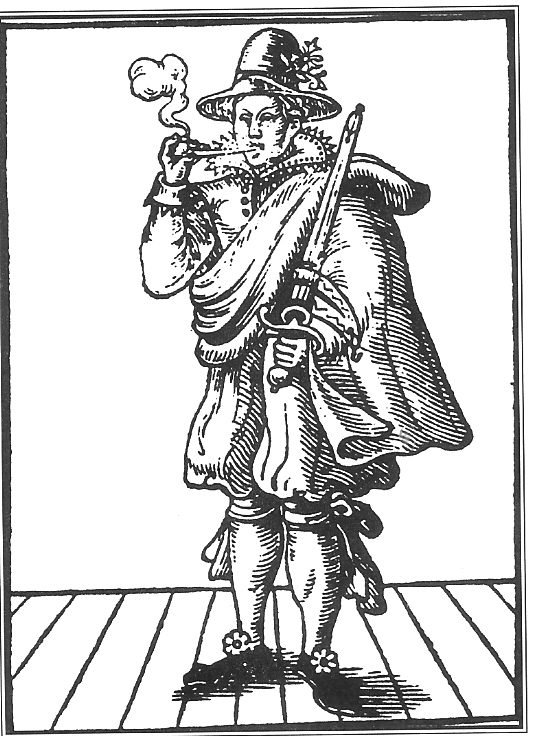

### Arrestaties en straffen
Haar ongebruikelijke gedrag en kledingkeuze leidden tot meerdere arrestaties. In 1611 werd ze gearresteerd in de St. Paul's Cathedral wegens 'onvrouwelijk gedrag', vanwege het dragen van mannenkleding, het vele drinken, roken en vloeken. Als straf moest ze publiek boete doen bij St. Paul's Cross. Ondanks de druk en straffen toonde Frith echter geen berouw en bleef haar levensstijl voortzetten. 
Op 23 maart 1614 trouwde Frith met Lewknor Markham een zoon van Gervase Markham die een schrijver was en bekend werd met het boek The English Hus-wife (1615), een handleiding voor de ideale vrouw. Het huwelijk tussen Frith en Lewknor Markham lijkt een verstandshuwelijk te zijn geweest: hij wordt niet in haar testament genoemd, ze woonden waarschijnlijk nooit samen, en tijdens een rechtszaak kon Frith zich niet herinneren hoe lang ze getrouwd waren. Door dit huwelijk verkreeg ze echter de status van een getrouwde vrouw, wat haar in staat stelde juridische aanklachten onder haar meisjesnaam te verwerpen door aan te tonen dat ze een echtgenoot had. Kort na hun huwelijk overleed Lewknor Markham, waardoor Frith een nog betere status verwierf, namelijk die van weduwe. Ze kreeg daarmee nog meer vrijheid. Frith werd in 1644 opgepakt en omdat straf niet leek te werken werd er besloten dat ze in Bedlam behandeld moest worden. 

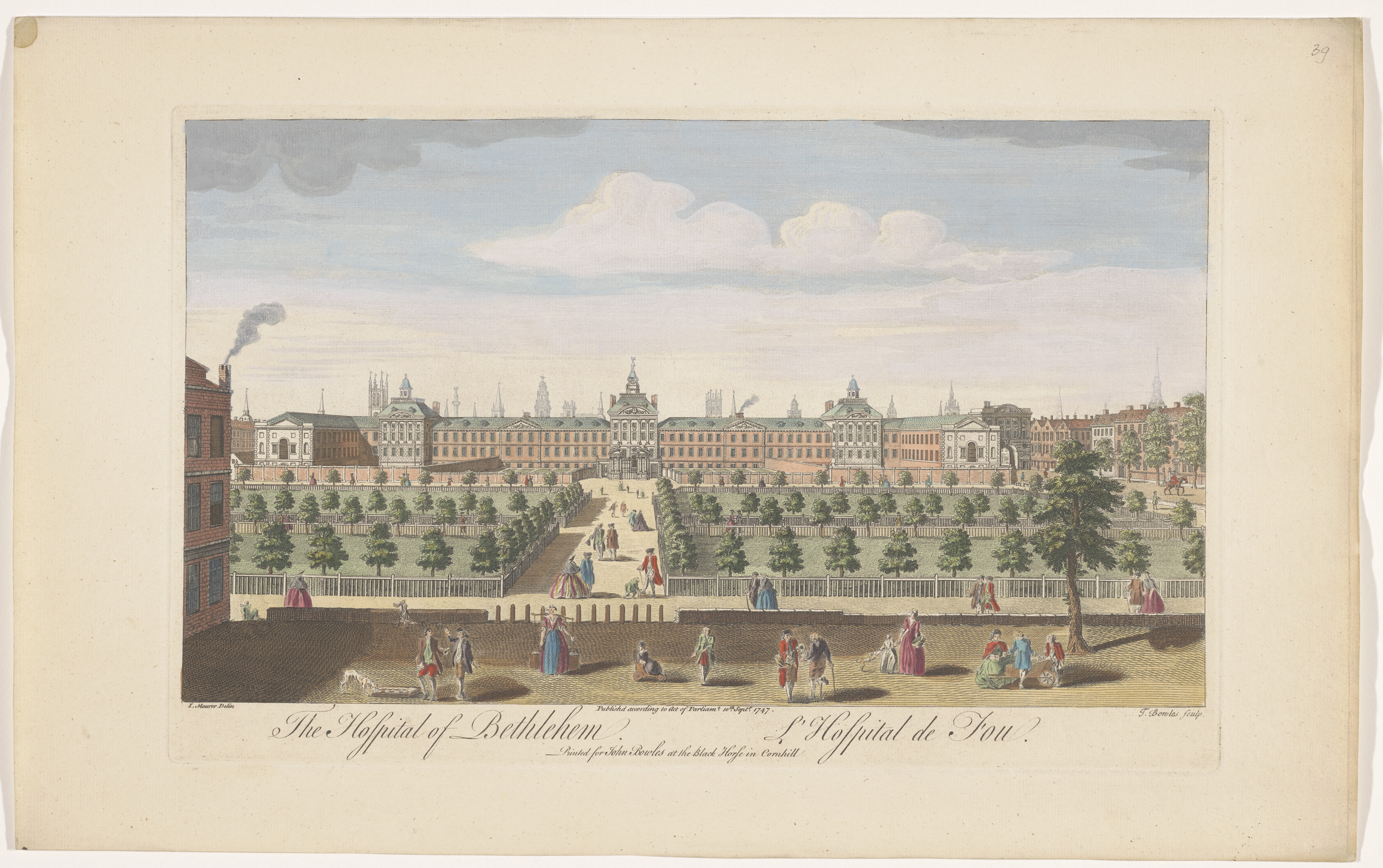

### Dood
Mary Frith overleed op 26 juli 1659, vermoedelijk aan oedeem. Ondanks haar reputatie als crimineel en buitenbeentje werd ze begraven in de kerk van St. Bride’s, een opmerkelijke locatie gezien haar beruchte levensstijl.

## Epitaaf
Het epitaaf op haar grafsteen luidde::
"Here lies, under this same marble,
Dust, for Time's last sieve to garble;
Dust, to perplex a Sadducee,
Whether it rise a He or She,
Or two in one, a single pair,
Nature's sport, and now her care.
For how she'll clothe it at last day,
Unless she sighs it all away;
Or where she'll place it, none can tell:
Some middle place 'twixt Heaven and Hell
And well 'tis Purgatory's found,
Else she must hide her under ground.
These reliques do deserve the doom,
Of that cheat Mahomet's fine tomb
For no communion she had,
Nor sorted with the good or bad;
That when the world shall be calcin'd,
And the mixd' mass of human kind
Shall sep'rate by that melting fire,
She'll stand alone, and none come nigh her.
Reader, here she lies till then,

When, truly, you'll see her again."
Sommige historici en literatuurwetenschappers suggereren dat dit epitaaf mogelijk door de beroemde dichter John Milton is geschreven, hoewel er geen sluitend bewijs is om deze toeschrijving te bevestigen. De stijl en thematiek vertonen gelijkenissen met zijn werk, maar er is geen directe documentatie die het auteurschap bewijst. De grafsteen van Frith werd verwoest in de grote brand van 1666.

## Nalatenschap en invloed op kunst en cultuur
Mary Friths invloed strekt zich tot op de dag van vandaag uit in literatuur, kunst en academisch onderzoek. Haar leven en reputatie als eigenzinnige en onafhankelijke vrouw inspireerden de toneelschrijvers Thomas Dekker en Thomas Middleton tot het stuk The Roaring Girl, dat in 1611 in première ging. In dit stuk wordt het personage Moll weergegeven als een vrouw die conventies tart en haar eigen weg kiest, een weerspiegeling van Mary's eigen leven. Haar keuze om mannenkleding te dragen en traditionele genderrollen te negeren, maakte haar tot een symbool van gendergelijkheid en persoonlijke vrijheid.
In 1662 werd The life and death of Mrs. Mary Frith: Commonly Called Moll Cutpurse uitgebracht.
Naast The Roaring Girl komt zie ook als personage voor in het toneelstuk A Jovial Crew (1641) van Richard Brome. Verder wordt haar leven besproken in Lives of Twelve Bad Women (1897), een verzameling biografieën over beruchte vrouwen uit de geschiedenis. Haar levensverhaal blijft een bron van inspiratie en wordt behandeld in diverse biografieën en romans, zoals Moll Cutpurse, Her True History van Ellen Galford.
Daarnaast wordt aangenomen dat Mary Frith deels model stond voor het personage Moll Flanders in de roman Moll Flanders (1721) van Daniel Defoe. In dit werk probeerde Defoe te verklaren waarom zijn hoofdpersonage misdaden beging, wat mogelijk de manier veranderde waarop vrouwelijke misdaad in de 18e eeuw werd gezien en beschreven. Ook in de 20e eeuw bleef Mary Frith een culturele invloed uitoefenen. In 1950 gebruikte Stanley Herbert Frith haar naam en imago in een reclame voor Dunlop.
- Bibliothèque nationale de France: cb13741549k (data)
- Gemeinsame Normdatei: 10421340X
- International Standard Name Identifier: 0000 0000 7364 2937
- Library of Congress Control Number: n84210048
- Nationale Bibliotheek van Israël: 987007424958505171
- Nederlandse Thesaurus van Auteursnamen: 126790361
- LIBRIS: 276898
- SNAC: w6pp1wm4
- Virtual International Authority File: 14951650
- WorldCat: E39PBJh4xK3QG8Dk83MBQ7ppT3